# Threat Signal
Threat Signal — канадская метал-группа из города Гамильтон (Онтарио).

## История

### Ранние годы
Группа была сформирована в 2003 году двоюродными братьями Джоном и Ричем Говард, к которым присоединился гитарист Кайл Маккнайт. Затем в группу в начале 2004 года пришёл ударник Адам Мэттьюс. Собранная таким образом группа поместила свою первую песню «Rational Eyes» на интернациональный метал-чарт GrageBand.com. Спустя несколько недель она достигла первого места и получила множество наград, включая награды «лучшая гитара», «лучшие ударные», «лучшие мужской вокал», «лучшее продюсирование», «песня недели» и «песня дня».
В августе 2004 года Эрик Папки вступил в группу в качестве басиста до августа 2005, когда его заменил Марко Брессетт. Успех на GrageBand.com привлёк к группе внимание некоторых звукозаписывающих компаний и способствовал появлению поклонников даже до выступлений группы вживую.

### Nuclear Blast иUnder Reprisal
В сентябре 2005 группа направилась в Лос-Анджелес для записи своего дебютного альбома с продюсером Кристианом Олде Волберсом из Fear Factory. Уже в ноябре Threat Signal заключает контракт с Nuclear Blast и выпускает под этим лейблом альбом Under Reprisal. Его можно охарактеризовать как синкопированный трэш с мелодическими вплетениями и вкраплениями индастриал-метала. Среди групп, повлиявших на звук Threat Signal можно выделить Soilwork, Fear Factory, Pantera, Meshuggah.
В конце 2005 года группу покидает Адам Мэттьюс, и на его место приходит Джордж Парфитт. В июле 2006 Threat Signal принимают участие в фестивале Earthshaker Fest вместе с такими коллективами как Scar Symmetry, Communic и Arch Enemy. 1 августа 2006 Рич Говард по личным мотивам уходит из группы. Его заменяет Марко Брессетт, оставляя место басиста вакантным, на которое в конце сентября приходит Пат Кавана. В октябре группа участвует в туре по Северной Америке с Soilwork, Mnemic и Darkest Hour.

### Переформирование группы
В марте 2007 Threat Signal начинают работать над новым материалом, но дело осложняется уходом Марко Бессетта. После тура «Tour and Loathing», где Threat Signal выступали с Protest the Hero, All That Remains, Blessthefall, и The Holly Springs Disaster, группа вновь сталкивается с потерями — гитарист Кайл Маккнайт уходит из-за разногласий с остальными участниками, а ударник Джордж Парфитт оставляет группу, чтобы уделять больше внимания своей семье.
Оставшиеся члены Threat Signal, Джон Говард и Пат Кавана, практически переформируют группу, принимая в команду ударника Нормана Киллина и гитаристов Трэвиса Монтгомери и Адама Вебера.

### Vigilance
В июне Nuclear Blast объявляют о втором альбоме группы, который будет называться Vigilance и выйдет 11 сентября 2009 года. На странице группы на MySpace уже доступны две песни с нового альбома — «The Beginning of the End» и «Beyond Recognition».

## Состав группы

### Текущие участники
- Джон Говард (Jon Howard) − вокал
- Трэвис Монтгомери (Travis Montgomery) — гитара
- Пат Кавана (Pat Kavanagh) — бас-гитара
- Алекс Рудингер (Alex Rudinger) — ударные
- Крис Финер (Chris Feener) — гитара

### Бывшие участники
- Кайл Маккнайт (Kyle McKnight) — гитара (2003—2007)
- Рич Говард (Rich Howard) — гитара, бэк-вокал (2003—2006)
- Марко Брессетт (Marco Bressette) — бас-гитара (2005—2006), гитара (2006—2007)
- Джордж Парфитт (George Parfitt) — ударные (2005—2007)
- Эрик Папки (Eric Papky) — бас-гитара (2004—2005)
- Адам Мэттьюс (Adam Matthews) — ударные (2004—2005)
- Адам Вебер (Adam Weber) — гитара (2007-2011)
- Норман Киллин (Norman Killeen) — ударные (2007-2011)

## Дискография

### Альбомы
- Under Reprisal (2006)
- Vigilance (2009)
- Threat Signal (2011)
- Disconnect (2017)

### Синглы
- «Rational Eyes» (Nuclear Blast, 2006)
- «A New Beginning» (Nuclear Blast, 2008)

## Внешние ссылки
- Официальный сайт
- Threat Signal на MySpace
- Threat Signal на Allmusic
- Threat Signal на Facebook
- Twitter
- Threat Signal на Last.FM